# Andreas Vangstad
Andreas Vangstad (Kristiansand, Noruega, 24 de março de 1992) é um ciclista noruego que foi profissional entre 2014 e 2019.
a 2 de novembro de 2019 anunciou sua retirada aos 27 anos idade depois de seis temporadas como profissional.

## Palmarés
- 2014
  - 3.º no Campeonato da Noruega Contrarrelógio

- 2015
- Tour de Fyen
  - 1 etapa do Tour da Noruega
  - 2.º no Campeonato da Noruega Contrarrelógio

- 2016
- Sundvolden G. P.
  - 3.º no Campeonato da Noruega Contrarrelógio

- 2017
  - 2.º no Campeonato da Noruega Contrarrelógio 
  - 1 etapa do Troféu Joaquim Agostinho